# Петропавловка (Ивановский район)
В Амурской области также есть сёла Петропавловка в Архаринском районе, Петропавловка в Михайловском районе и Петропавловка в Свободненском районе.
Петропа́вловка — село в Ивановском районе Амурской области России. Административный центр и единственный населённый пункт Петропавловского сельсовета.

## География
Село находится примерно в 8 км от левого берега реки Зея, на расстоянии 28 км (через сёла Черемхово и Богородское) к северо-западу от села Ивановка.

## Население
| 2002 | 2010 | 2012 | 2013 | 2014 | 2015 | 2016 |
| ---- | ---- | ---- | ---- | ---- | ---- | ---- |
| 779  | ↘725 | ↗727 | ↗749 | ↗763 | ↘754 | ↘729 |
| 2017 | 2018 |      |      |      |      |      |
| ↗734 | ↘731 |      |      |      |      |      |

## Улицы
| - ул. Высокая, - ул. Дымченко, - пер. Кооперативный, - пер. Новый, - ул. Озёрная, | - ул. Октябрьская, - ул. Пионерская, - пер. Полевой, - пер. Садовый, - ул. Юбилейная. |

## Экономика
Сельскохозяйственные предприятия Ивановского района.

## Транспорт
В 8 км северо-восточнее села Петропавловка проходит линия ЗабЖД Благовещенск — Белогорск и находится станция Берёзовский-Восточный (в селе Берёзовка).